# زبان‌های ویسایایی
زبانهای ویسایائی (نیز: ویسایانی و ویسایان) (انگلیسی: Visayan languages) گروهی از زبانهای رایج در فیلیپین است که عمدتاً در مجموع جزایر ویسایا در مرکز این کشور رواج دارند. این زبانها با زبان‌های دیگر مانند زبان تاگالوگ در ارتباط هستند. این خانواده زبانی شامل ۳۰ زبان و گویش فرعی تر می‌شود که مهم‌ترین آنها زبان سبوانو است.